# Анаэробные герметики
Анаэро́бные герме́тики и кле́и — особый класс акриловых адгезивов, которые представляют собой жидкие композиции различной вязкости, способные длительное время (≥ 1 года) храниться в тонкостенной кислородопроницаемой полиэтиленовой таре без изменений своих свойств и отверждаться при температуре 15 — 25 °С в узких металлических зазорах (в порах, резьбовых, фланцевых и цилиндрических соединениях) с образованием прочного полимерного слоя.

## Состав
Состав анаэробной композиции :
- акриловые мономеры и олигомеры;
- инициирующая система;
- стабилизаторы (ингибиторы);
- функциональные добавки (загустители, пластификаторы, красители и т. д.).

## История
Термин «анаэробные» заимствован из микробиологии по названию микробов, жизнедеятельность которых протекает в анаэробных условиях, то есть в отсутствие кислорода. При попадании анаэробного состава в узкий металлический зазор происходят процессы, при которых кислород взаимодействует с некоторыми его компонентами, расходуясь при этом и создавая бескислородную атмосферу и необходимые условия для его быстрого отверждения.
Анаэробные продукты впервые были разработаны в пятидесятых годах прошлого века в США (В. Крибл) и за короткий период распространились во многих странах. В России эти работы получили развитие в связи с ростом автомобилестроения и ракетно-космической техники. Первоначально созданные для стопорения резьбовых соединений, предотвращения самопроизвольного отвинчивания гаек, они стали незаменимым материалом для герметизации дефектов металлического литья, сварных швов, трубных резьб, уплотнения фланцев, фиксации соединений типа вал-втулка, склеивания плоских поверхностей и т. д.

## Принципы и механизмы действия
Основой анаэробных составов являются полифункциональные соединения акрилового ряда, например, диметакриловые сложные эфиры полиалкиленгликолей, для которых характерна высокая скорость превращения в пространственно-сшитые полимеры.
Контакт инициирующей системы с металлом способствует образованию активных частиц — радикалов, которые ответственны за исчерпание кислорода и протекание процесса полимеризации (отверждения). Поэтому металл является необходимым компонентом, благодаря которому анаэробная композиция из стабильного жидкого состояния превращается в прозрачный твердый полимер. Так как металлы отличаются друг от друга электронным строением, то они обладают и различной способностью к взаимодействию с компонентами инициирующей системы. По этому свойству их можно условно разделить на «активные» — медь, железо, кобальт, сплавы меди (латунь, бронза), сплавы железа (чугун, сталь) и «пассивные» — цинк, алюминий, кадмий, серебро, хром, легированная сталь. Активные поверхности ускоряют полимеризацию из-за присутствующих ионов металлов, участвующих в окислительно-восстановительных процессах. На активных поверхностях отверждение при комнатной температуре с набором 50-70 % от максимальной прочности происходит за 1-3 часа. На пассивной поверхности для отверждения требуется 5-7 часов. Полная прочность обычно достигается в течение 5-24 часов. К ингибирующим поверхностям относятся поверхности пористых материалов, содержащих кислород воздуха. Пассивация поверхности металла также придает поверхности неактивный характер.
При повышенных температурах 60-120° С, а также при обработке поверхности активатором время отверждения резко сокращается.
Активаторы (марок КВ , К-101 М) — это растворы в органических растворителях (изопропиловом спирте, хлористом метилене) сероазотсодержащих соединений, солей меди. Ими смачиваются герметизируемые, склеиваемые поверхности, растворитель улетучивается и при последующем нанесении клея-герметика происходит его быстрое отверждение. Работая с пассивными и ингибирующими поверхностями, активатор существенно ускоряет отверждение, в том числе и при работе при пониженных (до −10 °С) температурах.
В качестве инициаторов свободно-радикальной полимеризации используют гидроперекиси и перекиси различных классов. Ускорители позволяют снизить температуру полимеризации ОЭА. Это становится возможным вследствие заметного снижения энергии активации распада инициатора в результате образования окислительно-восстановительной системы инициатор-ускоритель. В качестве ускорителей используют амины (прежде всего третичные), азотсодержащие гетероциклические соединения, четвертичные аммонивые соли и др.
Эффективность инициирования возрастает при введении в анаэробные композиции соускорителей инициирования. В качестве таковых используют сульфимиды, ароматические карбоновые кислоты, меркаптаны имиды кислот и др. Возможно применение смесей указанных соединений. Одной из распространенных инициирующих систем является система, включающая гидроперекись кумола, N,N — диметил-п-толуидин и о-бензосульфимид (сахарин).
В качестве ингибиторов полимеризации ОЭА используют хиноны, стерически затрудненные фенолы, полимеры с системой сопряженных связей, гетероциклические вторичные аминосоединения, стабильные радикалы, ароматичеслие амины, нитро- и нитрозосоединения и др. Смесь ингибиторов позволяет получить синергический эффект ингибирования полимеризации ОЭА.
Поведение соединений, используемых в инициирующей и ингибирующей системах, в сильной степени зависит от донорно-акцепторных свойств молекул этих соединений.

## Свойства анаэробных композиций
Анаэробными составами можно герметизировать и склеивать и неметаллические материалы: эмаль, керамику, графит, стекло, дерево, пластики (кроме полиолефинов), но с обязательным использованием активаторов.
Анаэробные клеевые материалы обладают следующими свойствами:
- длительная жизнеспособность, не менее 1 года, которая зависит от чистоты применяемых реактивов, условий изготовления (температуры, порядка смешения, материала реактора, наличия примесей металлов, качества тары, условий хранения и т. д.);
- широким диапазоном вязкости от 10 до 1,5-106 мПа•с (сПз), что позволяет использовать их в зазорах от 0,07 до 0,5 мм;
- высокой скоростью отверждения при комнатной температуре;
- однокомпонентностью при применении;
- различными прочностными характеристиками, по которым они классифицируются как низкопрочные, среднепрочные и высокопрочные.

Обычно для оценки прочности проводят испытания на стандартных резьбовых парах М10х1,5 из стали 3(40), определяя момент отвинчивания в Н•м (ньютон на метр) и рассчитывая предел прочности на сдвиг при отвинчивании в мегапаскалях (МПа), который составляет 0,5-6 МПа для низко-, 6-12 МПа для средне- и более 12 МПа для высокопрочных анаэробных материалов. Эта градация условна, так как эта прочностная характеристика в реальных условиях связана с размером резьбы, зависит от высоты распределения герметика в болтовом соединении, материала резьбовой пары и других факторов.

## Характеристики анаэробных герметиков
Анаэробные герметики характеризуются:
- широким температурным интервалом эксплуатации от −196º,-60º до 150—300ºС;
- Стойкостью к агрессивным средам (кислотам, щелочам, большинству органических растворителей);
- устойчивостью к воздействию жидких и газообразных сред под давлением и в вакууме,
- устойчивостью к коррозии и вибрационным нагрузкам.

## Области применения
- герметизация пористого литья, сварных швов, изделий порошковой металлургии.
- стопорение и герметизация резьбовых соединений.
- уплотнение фланцевых соединений и трубных резьб.
- фиксация цилиндрических деталей.